# Ardrossan

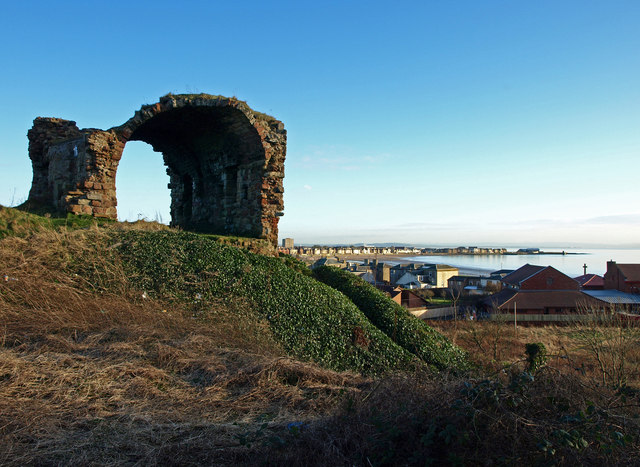
Castillo de Ardossan

Ardrossan (en gaélico escocés, Àird Rosain) es una localidad situada en North Ayrshire, Escocia, Reino Unido. Tiene una población estimada, a mediados de 2020, de 10 500 habitantes.

## Historia
Los orígenes de la localidad se remontan a la construcción del castillo "Cannon Hill" por Simon de Morville en el año 1140. El castillo y sus tierras pasaron a manos de la familia Barclay y sus sucesivos herederos hasta el siglo XIV, cuando Godfrey Barclay de Ardrossan murió sin descendencia. El castillo se mantuvo en pie hasta 1648, cuando las tropas de Oliver Cromwell lo destruyeron y usaron sus piedras para levantar una ciudadela en Ayr.

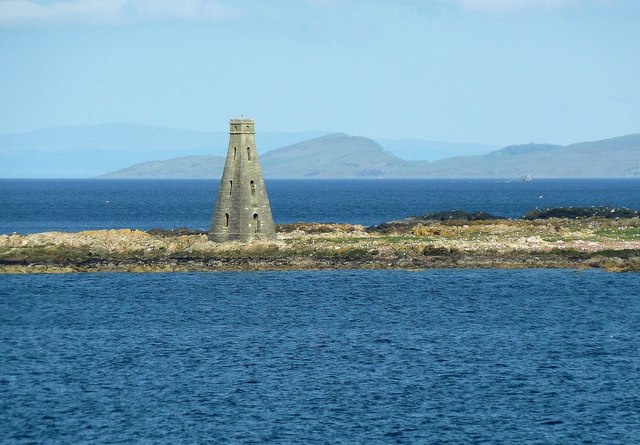
The Golden Torch, en la isla de Horse

Ardrossan se desarrolló durante los siglos XVIII y XIV gracias a su ubicación sobre la costa. Las exportaciones de carbón y arrabio hacia Europa y América del Norte llegaban a su puerto, que acabó convirtiéndose en un importante astillero. Allí se construían principalmente barcos pesqueros y pequeños buques mercantes, hasta que en la década de los cincuenta el astillero cerró como consecuencia de la competencia extranjera. Un astillero menor siguió operando hasta la década de 1980, cuando cesó el comercio totalmente.
La empresa Shell-Mex operó durante un tiempo una refinería de petróleo, que durante la Segunda Guerra Mundial se destinó a un depósito de combustible para aviones. Sin embargo, las protestas de los residentes locales durante la década de los sesenta impidieron la ampliación de la refinería y originaron el consiguiente cese de operaciones de Shell-Mex en la región en 1986. Desde entonces la zona se ha remodelado como un paseo marítimo y un puerto deportivo.

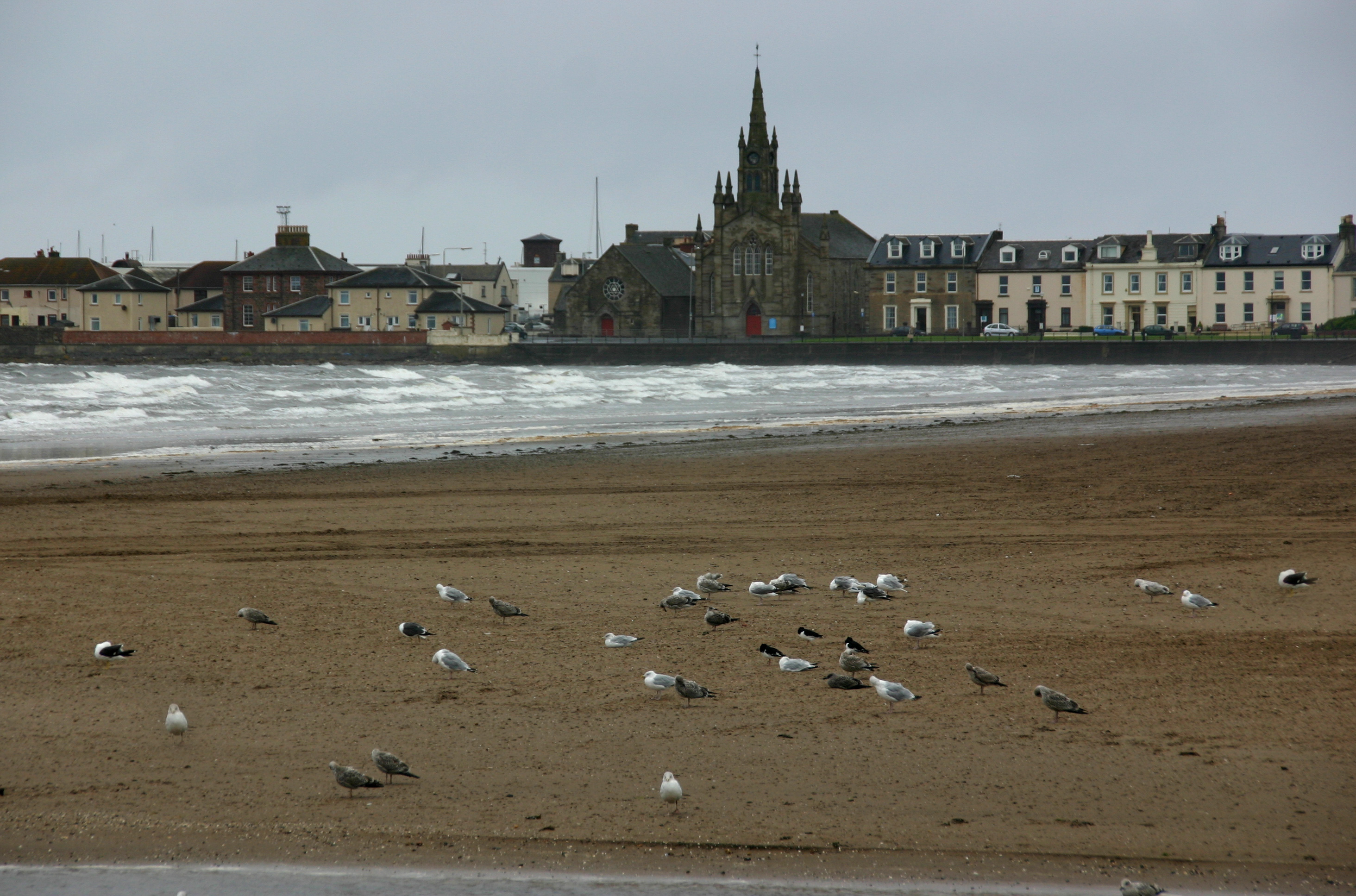
Iglesia de Escocia

## Energía
Ardrossan se encuentra cerca de las centrales nucleares Hunterston A y Hunterston B. La localidad es abastecida por un parque eólico con capacidad de 30 MW abierto en 2004.

## Personalidades destacadas
- John Kerr, físico.[5]
- Roy Aitken, futbolista.
- Peter Duncan y Campbell Martin, políticos

## Otros lugares con el mismo nombre
- Ardrossan, Australia.
- Ardrossan, Alberta, Canadá